# Белвил (Мичиген)
Белвил (енгл. Belleville) град је у америчкој савезној држави Мичиген. По попису становништва из 2010. у њему је живело 3.991 становника.

## Демографија
Према попису становништва из 2010. у граду је живело 3.991 становника, што је 6 (0,2%) становника мање него 2000. године.
| Група             | 2000.         | 2010.         |
| Белци             | 3.448 (86,3%) | 3.132 (78,5%) |
| Афроамериканци    | 315 (7,9%)    | 564 (14,1%)   |
| Азијати           | 47 (1,2%)     | 31 (0,8%)     |
| Хиспаноамериканци | 101 (2,5%)    | 153 (3,8%)    |
| Укупно            | 3.997         | 3.991         |